# Joki-Hautalampi
Joki-Hautalampi este o arie protejată (arie de protecție specială avifaunistică — SPA) din Finlanda întinsă pe o suprafață de 289 ha, integral pe uscat.

## Localizare
Centrul sitului Joki-Hautalampi este situat la coordonatele 62°18′58″N 29°50′17″E / 62.3161°N 29.8381°E.

## Înființare
Situl Joki-Hautalampi a fost declarat arie de protecție specială avifaunistică în august 1998 pentru a proteja 40 de specii de animale.

## Biodiversitate
Situată în ecoregiunea boreală, aria protejată nu include niciun habitat protejat.
La baza desemnării sitului se află mai multe specii protejate de  păsări (40): lăcar mare (Acrocephalus arundinaceus), rață sulițar (Anas acuta), gâscă de semănătură (Anser fabalis), stârc cenușiu (Ardea cinerea), ciuf de câmp (Asio flammeus), rață-cu-cap-castaniu (Aythya ferina), rața moțată (Aythya fuligula), buhai de baltă (Botaurus stellaris), șorecarul comun (Buteo buteo), fugaci pitic (Calidris temminckii), chirighiță neagră (Chlidonias niger), erete de stuf (Circus aeruginosus), gușă vânătă (Cyanecula svecica), lebădă de iarnă (Cygnus cygnus), ciocănitoare neagră (Dryocopus martius), șoimul rândunelelor (Falco subbuteo), vânturel roșu (Falco tinnunculus), găinușă de baltă (Gallinula chloropus), cocor (Grus grus), Hydrocoloeus minutus, sfrâncioc roșiatic (Lanius collurio), pescăruș râzător (Larus ridibundus), sitar de mal nordic (Limosa lapponica), becațină mică (Lymnocryptes minimus), Lyrurus tetrix tetrix, Mergellus albellus, codobatura galbenă (Motacilla flava), vultur pescar (Pandion haliaetus), viespar (Pernis apivorus), ciocănitoare de munte (Picoides tridactylus), ploier auriu (Pluvialis apricaria), corcodel-urechiat (Podiceps auritus), corcodel-cu-gât-roșu (Podiceps grisegena), cresteț pestriț (Porzana porzana), Spatula clypeata, rață cârâitoare (Spatula querquedula), chiră de baltă (Sterna hirundo), fluierar negru (Tringa erythropus), fluierar de mlaștină (Tringa glareola), fluierarul cu picioare roșii (Tringa totanus).
Pe lângă speciile protejate, pe teritoriul sitului au mai fost identificate 1 specie de plante, 27 de specii de păsări, 1 specie de amfibieni, 1 specie de mamifere.